# Castelsantangelo sul Nera
Castelsantangelo sul Nera ist eine italienische Gemeinde (comune) in der Provinz Macerata in den Marken. Sie hat 221 Einwohner (Stand 31. Dezember 2023), liegt etwa 51,5 Kilometer südwestlich von Macerata an der Nera im Nationalpark Monti Sibillini, gehört zur Comunità montana di Camerino und grenzt unmittelbar an die Provinzen Ascoli Piceno, Fermo und Perugia (Umbrien).

## Einzelnachweise

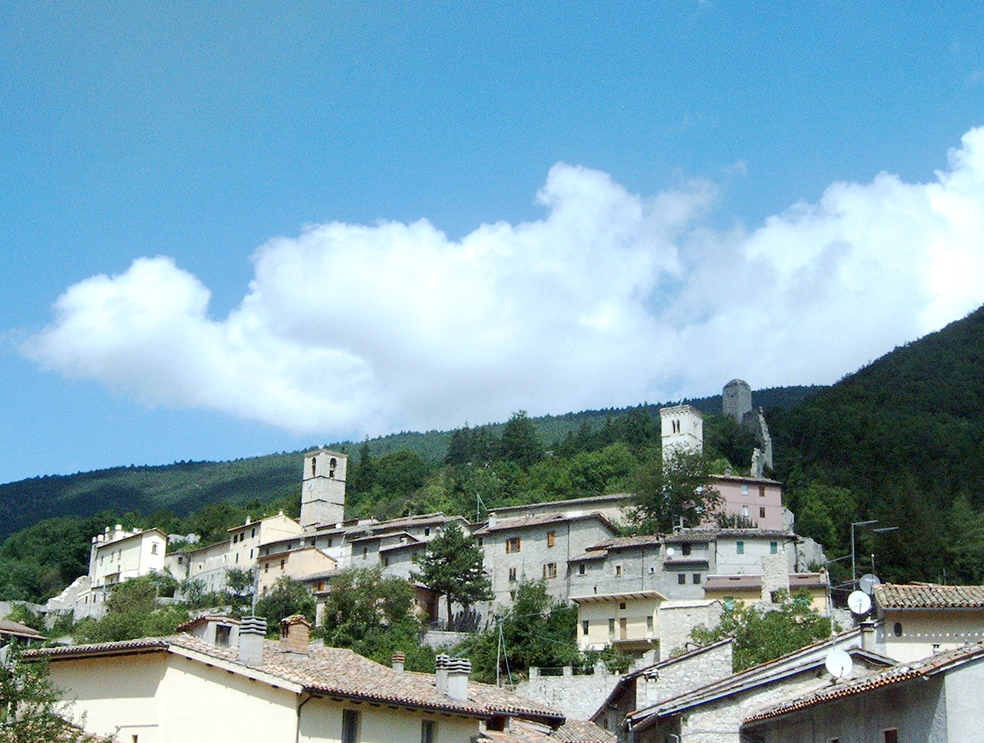
Blick auf Castelsantangelo sul Nera